# Buddy (Name)
Buddy ist ein englischer Vor- und Spitz-, Künstler- und Familienname.

## Namensträger

### Familienname
- Charles Francis Buddy (1887–1966), US-amerikanischer Geistlicher, Bischof von San Diego

### Künstlername
- Buddy (Musiker) (Sebastian Erl; 1977), deutscher Musiker

### Vor- bzw. Spitzname
- Buddy Arnold (1926–2003), US-amerikanischer Jazzmusiker
- Buddy Baker (Komponist) (Norman Dale Baker; 1918–2002), US-amerikanischer Komponist
- Buddy Baker (Posaunist) (Edwin D. Baker; * 1932), US-amerikanischer Posaunist
- Buddy Baker (Rennfahrer) (Elzie Wylie Baker; 1941–2015), US-amerikanischer Automobilrennfahrer
- Buddy Bolden (1877–1931), US-amerikanischer Jazzmusiker
- Buddy Bregman (1930–2017), US-amerikanischer Fernsehregisseur, Produzent, Komponist und Bandleader
- Buddy Burton (1890–1976), US-amerikanischer Blues- und Jazzmusiker
- Buddy Catlett (1933–2014), US-amerikanischer Jazzmusiker
- Buddy Childers (1926–2007), US-amerikanischer Jazz-Trompeter
- Buddy Cole (1916–1964), US-amerikanischer Jazz- und Unterhaltungsmusiker
- Buddy Collette (1921–2010), US-amerikanischer Jazzmusiker
- Buddy Curry (* 1958), US-amerikanischer American-Football-Spieler
- Buddy DeFranco (1923–2014), US-amerikanischer Jazz-Klarinettist
- Buddy Elias (1925–2015), Schweizer Schauspieler
- Buddy Gilmore (* 1880), US-amerikanischer Ragtime- und Jazzmusiker
- Buddy Greco (1926–2017), US-amerikanischer Popsänger und Jazzpianist
- Buddy Guy (* 1936), US-amerikanischer Bluesmusiker
- Buddy Hackett (1924–2003), US-amerikanischer Komiker und Schauspieler
- Buddy Hield (* 1992), bahamaischer Basketballspieler
- Buddy Holly (1936–1959), US-amerikanischer Rock-’n’-Roll-Musiker
- Buddy Knox (1933–1999), US-amerikanischer Sänger und Songwriter
- Buddy Lucas  (1914–1983), US-amerikanischer Jazz- und Rhythm-&-Blues-Musiker
- Buddy Montgomery (1930–2009), US-amerikanischer Jazzmusiker
- Buddy Ogün (* 1984), deutscher Komödiant und Alleinunterhalter
- Buddy Parker (1913–1982), US-amerikanischer American-Football-Spieler und -Trainer
- Buddy Rich (1917–1987), US-amerikanischer Jazz-Schlagzeuger
- Buddy Ryan (1931–2016), US-amerikanischer Footballtrainer
- Buddy Schutz (1914–2007), US-amerikanischer Jazzmusiker
- Buddy Tate (1915–2001), US-amerikanischer Jazzmusiker
- Buddy Terry (1941–2019), US-amerikanischer Jazzmusiker
- Buddy Wise (um 1927–1955), US-amerikanischer Jazzmusiker